# 2011-es Le Mans-i 24 órás verseny
A 79. Le Mans-i 24 órás verseny 2011. június 11-én és 12-én került megrendezésre.

## Időmérő edzés
|    | #   | Csapat                    | Kategória  | Idő      | Különbség | Rajtrács |
| -- | --- | ------------------------- | ---------- | -------- | --------- | -------- |
| 1  | 2   | Audi Sport Team Joest     | LMP1       | 3:25.738 |           | 1        |
| 2  | 1   | Audi Sport Team Joest     | LMP1       | 3:25.799 | +0.061    | 2        |
| 3  | 9   | Team Peugeot Total        | LMP1       | 3:26.010 | +0.272    | 3        |
| 4  | 8   | Peugeot Sport Total       | LMP1       | 3:26.156 | +0.418    | 4        |
| 5  | 3   | Audi Sport North America  | LMP1       | 3:26.272 | +0.427    | 5        |
| 6  | 7   | Peugeot Sport Total       | LMP1       | 3:26.165 | +0.534    | 6        |
| 7  | 10  | Team Oreca Matmut         | LMP1       | 3:30.084 | +4.346    | 7        |
| 8  | 12  | Rebellion Racing          | LMP1       | 3:32.883 | +7.145    | 8        |
| 9  | 16  | Pescarolo Team            | LMP1       | 3:33.066 | +7.328    | 9        |
| 10 | 13  | Rebellion Racing          | LMP1       | 3:34.573 | +8.835    | 10       |
| 11 | 15  | OAK Racing                | LMP1       | 3:34.933 | +9.195    | 11       |
| 12 | 22  | Kronos Racing             | LMP1       | 3:36.551 | +10.813   | 12       |
| 13 | 20  | Quifel-ASM Team           | LMP1       | 3:37.393 | +11.655   | 13       |
| 14 | 26  | Signatech Nissan          | LMP2       | 3:41.458 | +15.720   | 14       |
| 15 | 24  | OAK Racing                | LMP1       | 3:41.908 | +16.170   | 15       |
| 16 | 42  | Strakka Racing            | LMP2       | 3:42.615 | +16.877   | 16       |
| 17 | 48  | Team Oreca Matmut         | LMP2       | 3:43.098 | +17.360   | 17       |
| 18 | 39  | Pecom Racing              | LMP2       | 3:43.223 | +17.485   | 18       |
| 19 | 49  | OAK Racing                | LMP2       | 3:43.479 | +17.741   | 19       |
| 20 | 41  | Greaves Motorsport        | LMP2       | 3:43.802 | +18.064   | 20       |
| 21 | 40  | Race Performance          | LMP2       | 3:44.294 | +18.556   | 21       |
| 22 | 007 | Aston Martin Racing       | LMP1       | 3:45.918 | +20.180   | 22       |
| 23 | 36  | RML                       | LMP2       | 3:47.308 | +21.570   | 23       |
| 24 | 5   | Hope Racing               | LMP1       | 3:47.691 | +21.953   | 24       |
| 25 | 009 | Aston Martin Racing       | LMP1       | 3:48.355 | +22.617   | 25       |
| 26 | 44  | Extrême Limite AM Paris   | LMP2       | 3:48.420 | +22.682   | 26       |
| 27 | 35  | OAK Racing                | LMP2       | 3:48.665 | +22.927   | 27       |
| 28 | 33  | Level 5 Motorsports       | LMP2       | 3:48.863 | +23.125   | 28       |
| 29 | 55  | BMW Motorsport            | LM GTE Pro | 3:57.592 | +31.854   | 29       |
| 30 | 51  | AF Corse SRL              | LM GTE Pro | 3:58.040 | +32.302   | 30       |
| 31 | 56  | BMW Motorsport            | LM GTE Pro | 3:58.426 | +32.688   | 31       |
| 32 | 74  | Corvette Racing           | LM GTE Pro | 3:59.519 | +33.781   | 32       |
| 33 | 89  | Hankook Team Farnbacher   | LM GTE Pro | 3:59.519 | +33.781   | 33       |
| 34 | 73  | Corvette Racing           | LM GTE Pro | 3:59.633 | +33.895   | 34       |
| 35 | 77  | Team Felbermayr-Proton    | LM GTE Pro | 3:59.662 | +33.924   | 35       |
| 36 | 59  | Luxury Racing             | LM GTE Pro | 3:59.901 | +34.163   | 36       |
| 37 | 75  | Prospeed Competition      | LM GTE Pro | 3:59.962 | +34.224   | 37       |
| 38 | 79  | Jota                      | LM GTE Pro | 4:00.747 | +35.009   | 38       |
| 39 | 66  | JMW Motorsport            | LM GTE Pro | 4:00.890 | +35.152   | 39       |
| 40 | 80  | Flying Lizard Motorsports | LM GTE Pro | 4:01.024 | +35.286   | 40       |
| 41 | 58  | Luxury Racing             | LM GTE Pro | 4:01.176 | +35.438   | 41       |
| 42 | 61  | AF Corse SRL              | LM GTE Am  | 4:01.282 | +35.544   | 42       |
| 43 | 88  | Team Felbermayr-Proton    | LM GTE Pro | 4:01.752 | +36.014   | 43       |
| 44 | 71  | AF Corse SRL              | LM GTE Pro | 4:02.216 | +36.478   | 44       |
| 45 | 76  | IMSA Performance Matmut   | LM GTE Pro | 4:02.548 | +36.810   | 45       |
| 46 | 63  | Proton Competition        | LM GTE Am  | 4:03.532 | +37.794   | 46       |
| 47 | 81  | Flying Lizard Motorsports | LM GTE Am  | 4:03.648 | +37.910   | 47       |
| 48 | 70  | Larbre Compétition        | LM GTE Am  | 4:03.918 | +38.180   | 48       |
| 49 | 83  | JMB Racing                | LM GTE Am  | 4:04.640 | +38.902   | 49       |
| 50 | 60  | Gulf AMR Middle East      | LM GTE Am  | 4:04.825 | +39.087   | 50       |
| 51 | 57  | Krohn Racing              | LM GTE Am  | 4:05.211 | +39.473   | 51       |
| 52 | 50  | Larbre Compétition        | LM GTE Am  | 4:05.955 | +40.217   | 52       |
| 53 | 62  | CRS Racing                | LM GTE Am  | 4:07.236 | +41.498   | 53       |
| 54 | 65  | Lotus Jetalliance         | LM GTE Pro | 4:07.465 | +41.727   | 54       |
| 55 | 68  | Robertson Racing LLC      | LM GTE Am  | 4:08.208 | +42.470   | 55       |
| 56 | 64  | Lotus Jetalliance         | LM GTE Pro | 4:12.569 | +46.831   | 56       |

## Végeredmény
| Helyezés | Kategória | Rajt- szám | Csapat                    | Versenyző                                                  | Modell                               | Gumi | Körök |
| Helyezés | Kategória | Rajt- szám | Csapat                    | Versenyző                                                  | Motor                                | Gumi | Körök |
| -------- | --------- | ---------- | ------------------------- | ---------------------------------------------------------- | ------------------------------------ | ---- | ----- |
| 1        | LMP1      | 2          | Audi Sport Team Joest     | Marcel Fässler André Lotterer Benoît Tréluyer              | Audi R18 TDI                         | M    | 355   |
| 1        | LMP1      | 2          | Audi Sport Team Joest     | Marcel Fässler André Lotterer Benoît Tréluyer              | Audi TDI 3.7 L Turbo V6 (Diesel)     | M    | 355   |
| 2        | LMP1      | 9          | Team Peugeot Total        | Sébastien Bourdais Simon Pagenaud Pedro Lamy               | Peugeot 908                          | M    | 355   |
| 2        | LMP1      | 9          | Team Peugeot Total        | Sébastien Bourdais Simon Pagenaud Pedro Lamy               | Peugeot HDi 3.7 L Turbo V8 (Diesel)  | M    | 355   |
| 3        | LMP1      | 8          | Peugeot Sport Total       | Stéphane Sarrazin Franck Montagny Nicolas Minassian        | Peugeot 908                          | M    | 353   |
| 3        | LMP1      | 8          | Peugeot Sport Total       | Stéphane Sarrazin Franck Montagny Nicolas Minassian        | Peugeot HDi 3.7 L Turbo V8 (Diesel)  | M    | 353   |
| 4        | LMP1      | 7          | Peugeot Sport Total       | Anthony Davidson Alexander Wurz Marc Gené                  | Peugeot 908                          | M    | 351   |
| 4        | LMP1      | 7          | Peugeot Sport Total       | Anthony Davidson Alexander Wurz Marc Gené                  | Peugeot HDi 3.7 L Turbo V8 (Diesel)  | M    | 351   |
| 5        | LMP1      | 10         | Team Oreca-Matmut         | Nicolas Lapierre Loïc Duval Olivier Panis                  | Peugeot 908 HDi FAP                  | M    | 339   |
| 5        | LMP1      | 10         | Team Oreca-Matmut         | Nicolas Lapierre Loïc Duval Olivier Panis                  | Peugeot HDi 5.5 L Turbo V10 (Diesel) | M    | 339   |
| 6        | LMP1      | 12         | Rebellion Racing          | Nicolas Prost Neel Jani Jeroen Bleekemolen                 | Lola B10/60                          | M    | 338   |
| 6        | LMP1      | 12         | Rebellion Racing          | Nicolas Prost Neel Jani Jeroen Bleekemolen                 | Toyota RV8KLM 3.4 L V8               | M    | 338   |
| 7        | LMP1      | 22         | Kronos Racing             | Vanina Ickx Bas Leinders Maxime Martin                     | Lola-Aston Martin B09/60             | M    | 328   |
| 7        | LMP1      | 22         | Kronos Racing             | Vanina Ickx Bas Leinders Maxime Martin                     | Aston Martin 6.0 L V12               | M    | 328   |
| 8        | LMP2      | 41         | Greaves Motorsport        | Karim Ojjeh Olivier Lombard Tom Kimber-Smith               | Zytek Z11SN                          | D    | 326   |
| 8        | LMP2      | 41         | Greaves Motorsport        | Karim Ojjeh Olivier Lombard Tom Kimber-Smith               | Nissan VK45DE 4.5 L V8               | D    | 326   |
| 9        | LMP2      | 26         | Signatech Nissan          | Soheil Ayari Franck Mailleux Lucas Ordoñez                 | Oreca 03                             | D    | 320   |
| 9        | LMP2      | 26         | Signatech Nissan          | Soheil Ayari Franck Mailleux Lucas Ordoñez                 | Nissan VK45DE 4.5 L V8               | D    | 320   |
| 10       | LMP2      | 33         | Level 5 Motorsports       | Scott Tucker Christophe Bouchut João Barbosa               | Lola B08/80                          | M    | 319   |
| 10       | LMP2      | 33         | Level 5 Motorsports       | Scott Tucker Christophe Bouchut João Barbosa               | HPD HR28TT 2.8 L Turbo V6            | M    | 319   |
| 11       | LMGTE Pro | 73         | Corvette Racing           | Olivier Beretta Tommy Milner Antonio García                | Corvette C6.R                        | M    | 314   |
| 11       | LMGTE Pro | 73         | Corvette Racing           | Olivier Beretta Tommy Milner Antonio García                | Corvette 5.5 L V8                    | M    | 314   |
| 12       | LMP2      | 36         | RML                       | Mike Newton Ben Collins Thomas Erdos                       | HPD ARX-01d                          | D    | 314   |
| 12       | LMP2      | 36         | RML                       | Mike Newton Ben Collins Thomas Erdos                       | HPD HR28TT 2.8 L Turbo V6            | D    | 314   |
| 13       | LMGTE Pro | 51         | AF Corse                  | Giancarlo Fisichella Gianmaria Bruni Toni Vilander         | Ferrari 458 GTC                      | M    | 314   |
| 13       | LMGTE Pro | 51         | AF Corse                  | Giancarlo Fisichella Gianmaria Bruni Toni Vilander         | Ferrari 4.5 L V8                     | M    | 314   |
| 14       | LMP2      | 49         | OAK Racing                | Shinji Nakano Nicolas de Crem Jan Charouz                  | OAK Pescarolo 01                     | D    | 313   |
| 14       | LMP2      | 49         | OAK Racing                | Shinji Nakano Nicolas de Crem Jan Charouz                  | Judd-BMW HK 3.6 L V8                 | D    | 313   |
| 15       | LMGTE Pro | 56         | BMW Motorsport            | Andy Priaulx Dirk Müller Joey Hand                         | BMW M3 GT2                           | D    | 313   |
| 15       | LMGTE Pro | 56         | BMW Motorsport            | Andy Priaulx Dirk Müller Joey Hand                         | BMW 4.0 L V8                         | D    | 313   |
| 16       | LMGTE Pro | 77         | Team Felbermayr-Proton    | Marc Lieb Wolf Henzler Richard Lietz                       | Porsche 997 GT3-RSR                  | M    | 312   |
| 16       | LMGTE Pro | 77         | Team Felbermayr-Proton    | Marc Lieb Wolf Henzler Richard Lietz                       | Porsche 4.0 L Flat-6                 | M    | 312   |
| 17       | LMGTE Pro | 76         | IMSA Performance Matmut   | Raymond Narac Patrick Pilet Nicolas Armindo                | Porsche 997 GT3-RSR                  | M    | 311   |
| 17       | LMGTE Pro | 76         | IMSA Performance Matmut   | Raymond Narac Patrick Pilet Nicolas Armindo                | Porsche 4.0 L Flat-6                 | M    | 311   |
| 18       | LMGTE Pro | 80         | Flying Lizard Motorsports | Jörg Bergmeister Lucas Luhr Patrick Long                   | Porsche 997 GT3-RSR                  | M    | 310   |
| 18       | LMGTE Pro | 80         | Flying Lizard Motorsports | Jörg Bergmeister Lucas Luhr Patrick Long                   | Porsche 4.0 L Flat-6                 | M    | 310   |
| 19       | LMP2      | 40         | Race Performance          | Michel Frey Ralph Meichtry Marc Rostan                     | Oreca 03                             | D    | 304   |
| 19       | LMP2      | 40         | Race Performance          | Michel Frey Ralph Meichtry Marc Rostan                     | Judd-BMW HK 3.6 L V8                 | D    | 304   |
| 20       | LMGTE Am  | 50         | Larbre Compétition        | Patrick Bornhauser Julien Canal Gabriele Gardel            | Corvette C6.R                        | M    | 302   |
| 20       | LMGTE Am  | 50         | Larbre Compétition        | Patrick Bornhauser Julien Canal Gabriele Gardel            | Corvette 5.5 L V8                    | M    | 302   |
| 21       | LMGTE Am  | 70         | Larbre Compétition        | Christophe Bourret Pascal Gibon Jean-Philippe Belloc       | Porsche 997 GT3-RSR                  | M    | 301   |
| 21       | LMGTE Am  | 70         | Larbre Compétition        | Christophe Bourret Pascal Gibon Jean-Philippe Belloc       | Porsche 4.0 L Flat-6                 | M    | 301   |
| 22       | LMGTE Pro | 65         | Lotus Jetalliance         | Jonathan Hirschi Johnny Mowlem James Rossiter              | Lotus Evora GTE                      | M    | 295   |
| 22       | LMGTE Pro | 65         | Lotus Jetalliance         | Jonathan Hirschi Johnny Mowlem James Rossiter              | Toyota-Cosworth 4.0 L V6             | M    | 295   |
| 23       | LMGTE Pro | 75         | Prospeed Competition      | Marc Goossens Marco Holzer Jaap van Lagen                  | Porsche 997 GT3-RSR                  | M    | 293   |
| 23       | LMGTE Pro | 75         | Prospeed Competition      | Marc Goossens Marco Holzer Jaap van Lagen                  | Porsche 4.0 L Flat-6                 | M    | 293   |
| 24       | LMGTE Pro | 66         | JMW Motorsport            | Rob Bell Tim Sugden Xavier Maassen                         | Ferrari 458 GTC                      | D    | 290   |
| 24       | LMGTE Pro | 66         | JMW Motorsport            | Rob Bell Tim Sugden Xavier Maassen                         | Ferrari 4.5 L V8                     | D    | 290   |
| 25       | LMP2      | 35         | OAK Racing                | Frédéric Da Rocha Patrice Lafargue Andrea Barlesi          | OAK Pescarolo 01                     | D    | 288   |
| 25       | LMP2      | 35         | OAK Racing                | Frédéric Da Rocha Patrice Lafargue Andrea Barlesi          | Judd-BMW HK 3.6 L V8                 | D    | 288   |
| 26       | LMGTE Am  | 68         | Robertson Racing LLC      | David Robertson Andrea Robertson David Murry               | Ford GT-R Mk. VII                    | M    | 285   |
| 26       | LMGTE Am  | 68         | Robertson Racing LLC      | David Robertson Andrea Robertson David Murry               | Ford 5.0 L V8                        | M    | 285   |
| 27       | LMGTE Am  | 83         | JMB Racing                | Manuel Rodrigues Jean-Marc Menehem Nicolas Marroc          | Ferrari F430 GTE                     | D    | 272   |
| 27       | LMGTE Am  | 83         | JMB Racing                | Manuel Rodrigues Jean-Marc Menehem Nicolas Marroc          | Ferrari 4.0 L V8                     | D    | 272   |
| 28 NC    | LMP2      | 44         | Extrême Limite AM Paris   | Fabien Rosier Phillipe Haezebrouck Jean-René De Fournoux   | Norma M200P                          | D    | 247   |
| 28 NC    | LMP2      | 44         | Extrême Limite AM Paris   | Fabien Rosier Phillipe Haezebrouck Jean-René De Fournoux   | Judd-BMW HK 3.6 L V8                 | D    | 247   |
| 29 DNF   | LMP1      | 16         | Pescarolo Team            | Emmanuel Collard Christophe Tinseau Julien Jousse          | Pescarolo 01                         | M    | 305   |
| 29 DNF   | LMP1      | 16         | Pescarolo Team            | Emmanuel Collard Christophe Tinseau Julien Jousse          | Judd GV5 S2 5.0 L V10                | M    | 305   |
| 30 DNF   | LMGTE Pro | 55         | BMW Motorsport            | Augusto Farfus Jörg Müller Dirk Werner                     | BMW M3 GT2                           | D    | 276   |
| 30 DNF   | LMGTE Pro | 55         | BMW Motorsport            | Augusto Farfus Jörg Müller Dirk Werner                     | BMW 4.0 L V8                         | D    | 276   |
| 31 DNF   | LMGTE Pro | 74         | Corvette Racing           | Oliver Gavin Richard Westbrook Jan Magnussen               | Corvette C6.R                        | M    | 211   |
| 31 DNF   | LMGTE Pro | 74         | Corvette Racing           | Oliver Gavin Richard Westbrook Jan Magnussen               | Corvette 5.5 L V8                    | M    | 211   |
| 32 DNF   | LMGTE Am  | 81         | Flying Lizard Motorsports | Seth Neiman Darren Law Spencer Pumpelly                    | Porsche 997 GT3-RSR                  | M    | 211   |
| 32 DNF   | LMGTE Am  | 81         | Flying Lizard Motorsports | Seth Neiman Darren Law Spencer Pumpelly                    | Porsche 4.0 L Flat-6                 | M    | 211   |
| 33 DNF   | LMP2      | 48         | Team Oreca-Matmut         | Alexandre Prémat David Hallyday Dominik Kraihamer          | Oreca 03                             | M    | 200   |
| 33 DNF   | LMP2      | 48         | Team Oreca-Matmut         | Alexandre Prémat David Hallyday Dominik Kraihamer          | Nissan VK45DE 4.5 L V8               | M    | 200   |
| 34 DNF   | LMGTE Am  | 63         | Proton Competition        | Horst Felbermayr, Jr. Horst Felbermayr, Sr. Christian Ried | Porsche 997 GT3-RSR                  | M    | 199   |
| 34 DNF   | LMGTE Am  | 63         | Proton Competition        | Horst Felbermayr, Jr. Horst Felbermayr, Sr. Christian Ried | Porsche 4.0 L Flat-6                 | M    | 199   |
| 35 DNF   | LMP1      | 13         | Rebellion Racing          | Andrea Belicchi Jean-Christophe Boullion Guy Smith         | Lola B10/60                          | M    | 190   |
| 35 DNF   | LMP1      | 13         | Rebellion Racing          | Andrea Belicchi Jean-Christophe Boullion Guy Smith         | Toyota RV8KLM 3.4 L V8               | M    | 190   |
| 36 DNF   | LMGTE Am  | 61         | AF Corse                  | Piergiuseppe Perazzini Marco Cioci Seán Paul Breslin       | Ferrari F430 GTE                     | M    | 188   |
| 36 DNF   | LMGTE Am  | 61         | AF Corse                  | Piergiuseppe Perazzini Marco Cioci Seán Paul Breslin       | Ferrari 4.0 L V8                     | M    | 188   |
| 37 DNF   | LMGTE Pro | 59         | Luxury Racing             | Stéphane Ortelli Frédéric Makowiecki Jaime Melo            | Ferrari 458 GTC                      | M    | 183   |
| 37 DNF   | LMGTE Pro | 59         | Luxury Racing             | Stéphane Ortelli Frédéric Makowiecki Jaime Melo            | Ferrari 4.5 L V8                     | M    | 183   |
| 38 DNF   | LMGTE Pro | 71         | AF Corse                  | Robert Kauffman Michael Waltrip Rui Águas                  | Ferrari 458 GTC                      | M    | 178   |
| 38 DNF   | LMGTE Pro | 71         | AF Corse                  | Robert Kauffman Michael Waltrip Rui Águas                  | Ferrari 4.5 L V8                     | M    | 178   |
| 39 DNF   | LMGTE Pro | 88         | Team Felbermayr-Proton    | Nick Tandy Abdulaziz Al-Faisal Bryce Miller                | Porsche 997 GT3-RSR                  | M    | 169   |
| 39 DNF   | LMGTE Pro | 88         | Team Felbermayr-Proton    | Nick Tandy Abdulaziz Al-Faisal Bryce Miller                | Porsche 4.0 L Flat-6                 | M    | 169   |
| 40 DNF   | LMP2      | 42         | Strakka Racing            | Nick Leventis Danny Watts Jonny Kane                       | HPD ARX-01d                          | M    | 144   |
| 40 DNF   | LMP2      | 42         | Strakka Racing            | Nick Leventis Danny Watts Jonny Kane                       | HPD HR28TT 2.8 L Turbo V6            | M    | 144   |
| 41 DNF   | LMGTE Am  | 60         | Gulf AMR Middle East      | Fabien Giroix Roald Goethe Michael Wainright               | Aston Martin V8 Vantage GT2          | D    | 141   |
| 41 DNF   | LMGTE Am  | 60         | Gulf AMR Middle East      | Fabien Giroix Roald Goethe Michael Wainright               | Aston Martin 4.5 L V8                | D    | 141   |
| 42 DNF   | LMP2      | 39         | PeCom Racing              | Luís Pérez Companc Matías Russo Pierre Kaffer              | Lola B11/40                          | M    | 139   |
| 42 DNF   | LMP2      | 39         | PeCom Racing              | Luís Pérez Companc Matías Russo Pierre Kaffer              | Judd-BMW HK 3.6 L V8                 | M    | 139   |
| 43 DNF   | LMGTE Pro | 89         | Hankook Team Farnbacher   | Dominik Farnbacher Allan Simonsen Leh Keen                 | Ferrari 458 GTC                      | H    | 137   |
| 43 DNF   | LMGTE Pro | 89         | Hankook Team Farnbacher   | Dominik Farnbacher Allan Simonsen Leh Keen                 | Ferrari 4.5 L V8                     | H    | 137   |
| 44 DNF   | LMGTE Pro | 58         | Luxury Racing             | Anthony Beltoise François Jakubowski Pierre Thiriet        | Ferrari 458 GTC                      | M    | 136   |
| 44 DNF   | LMGTE Pro | 58         | Luxury Racing             | Anthony Beltoise François Jakubowski Pierre Thiriet        | Ferrari 4.5 L V8                     | M    | 136   |
| 45 DNF   | LMGTE Pro | 64         | Lotus Jetalliance         | Oskar Slingerland Martin Rich John Hartshone               | Lotus Evora GTE                      | M    | 126   |
| 45 DNF   | LMGTE Pro | 64         | Lotus Jetalliance         | Oskar Slingerland Martin Rich John Hartshone               | Toyota-Cosworth 4.0 L V6             | M    | 126   |
| 46 DNF   | LMGTE Am  | 57         | Krohn Racing              | Tracy Krohn Nic Jönsson Michele Rugolo                     | Ferrari F430 GTE                     | D    | 123   |
| 46 DNF   | LMGTE Am  | 57         | Krohn Racing              | Tracy Krohn Nic Jönsson Michele Rugolo                     | Ferrari 4.0 L V8                     | D    | 123   |
| 47 DNF   | LMP1      | 24         | OAK Racing                | Richard Hein Jacques Nicolet Jean-François Yvon            | OAK Pescarolo 01                     | D    | 119   |
| 47 DNF   | LMP1      | 24         | OAK Racing                | Richard Hein Jacques Nicolet Jean-François Yvon            | Judd DB 3.4 L V8                     | D    | 119   |
| 48 DNF   | LMP1      | 1          | Audi Sport Team Joest     | Timo Bernhard Mike Rockenfeller Romain Dumas               | Audi R18 TDI                         | M    | 116   |
| 48 DNF   | LMP1      | 1          | Audi Sport Team Joest     | Timo Bernhard Mike Rockenfeller Romain Dumas               | Audi TDI 3.7 L Turbo V6 (Diesel)     | M    | 116   |
| 49 DNF   | LMP1      | 5          | Hope Racing               | Steve Zacchia Jan Lammers Casper Elgaard                   | Oreca 01                             | M    | 115   |
| 49 DNF   | LMP1      | 5          | Hope Racing               | Steve Zacchia Jan Lammers Casper Elgaard                   | Swiss HyTech 2.0 L Hybrid Turbo I4   | M    | 115   |
| 50 DNF   | LMGTE Am  | 62         | CRS Racing                | Pierre Ehret Shaun Lynn Roger Willis                       | Ferrari F430 GTE                     | M    | 84    |
| 50 DNF   | LMGTE Am  | 62         | CRS Racing                | Pierre Ehret Shaun Lynn Roger Willis                       | Ferrari 4.0 L V8                     | M    | 84    |
| 51 DNF   | LMP1      | 15         | OAK Racing                | Guillaume Moreau Pierre Ragues Tiago Monteiro              | OAK Pescarolo 01                     | D    | 80    |
| 51 DNF   | LMP1      | 15         | OAK Racing                | Guillaume Moreau Pierre Ragues Tiago Monteiro              | Judd DB 3.4 L V8                     | D    | 80    |
| 52 DNF   | LMGTE Pro | 79         | Jota                      | Sam Hancock Simon Dolan Chris Buncombe                     | Aston Martin V8 Vantage GT2          | D    | 74    |
| 52 DNF   | LMGTE Pro | 79         | Jota                      | Sam Hancock Simon Dolan Chris Buncombe                     | Aston Martin 4.5 L V8                | D    | 74    |
| 53 DNF   | LMP1      | 20         | Quifel-ASM Team           | Miguel Amaral Olivier Pla Warren Hughes                    | Zytek 09SC                           | D    | 48    |
| 53 DNF   | LMP1      | 20         | Quifel-ASM Team           | Miguel Amaral Olivier Pla Warren Hughes                    | Zytek ZG348 3.4 L V8                 | D    | 48    |
| 54 DNF   | LMP1      | 3          | Audi Sport North America  | Tom Kristensen Rinaldo Capello Allan McNish                | Audi R18 TDI                         | M    | 14    |
| 54 DNF   | LMP1      | 3          | Audi Sport North America  | Tom Kristensen Rinaldo Capello Allan McNish                | Audi TDI 3.7 L Turbo V6 (Diesel)     | M    | 14    |
| 55 DNF   | LMP1      | 007        | Aston Martin Racing       | Stefan Mücke Darren Turner Christian Klien                 | Aston Martin AMR-One                 | M    | 4     |
| 55 DNF   | LMP1      | 007        | Aston Martin Racing       | Stefan Mücke Darren Turner Christian Klien                 | Aston Martin 2.0 L Turbo I6          | M    | 4     |
| 56 DNF   | LMP1      | 009        | Aston Martin Racing       | Harold Primat Adrián Fernández Andy Meyrick                | Aston Martin AMR-One                 | M    | 2     |
| 56 DNF   | LMP1      | 009        | Aston Martin Racing       | Harold Primat Adrián Fernández Andy Meyrick                | Aston Martin 2.0 L Turbo I6          | M    | 2     |